# Edwin Pavón
Edwin Roberto Pavón León, conocido como Edwin Pavón (La Lima, Cortés, Honduras, 6 de noviembre de 1962-ibídem, 28 de diciembre de 2018), fue un entrenador de fútbol y político hondureño. Murió a consecuencia de un paro cardíaco a los 56 años de edad.

## Biografía
Edwin Pavón fue un entrenador de fútbol y Vicepresidente del Congreso Nacional de la República de Honduras, siendo diputado por el departamento de Cortés por el partido Unificación Democrática (2014-2018). Pavón tomó notoriedad en el balompié catracho al salir campeón de Honduras, Centroamérica y subcampeón de la CONCACAF con el Club Deportivo Olimpia de la ciudad de Tegucigalpa, en el 2000-2001. Se convirtió en el primer y único director técnico hondureño en clasificarse para un mundial de clubes, con el mismo club con el cual salió campeón.
Edwin Pavón, convirtió al CD Olimpia de Honduras en el campeón de la Copa Interclubes de UNCAF en el año 2000, tras ser el equipo que hizo más puntos en la ronda final disputada en el Estadio Olímpico Metropolitano de San Pedro Sula, Honduras para conseguir su tercer título. El podio de este torneo quedó de la siguiente forma: 
| • Campeón • Subcampeón • Tercer lugar • Cuarto lugar | CD OlimpiaLD AlajuelenseReal EspañaCSD Municipal |

En el torneo clasificatorio al mundial de clubes, celebrado en la ciudad de Los Ángeles California (2001), el Club Deportivo Olimpia de la mano de Pavón se clasificó, al vencer categóricamente a los clubes mexicanos Deportivo Toluca y Pachuca Club de Fútbol de Javier Aguirre, por marcadores de (1-0) y (4-0) respectivamente.
Aunque estos dos resultados le aseguraron la clasificación, el equipo Olimpia del profesor Pavón perdió el título de Concacaf a manos del L.A. Galaxy, en el partido final de la serie clasificatoria.
A pesar de este último resultado adverso, Pavón, jugadores y directiva, así como la gran afición olimpista, celebraron la clasificación a más no poder. Ello duró hasta el momento en que la Federación Internacional de Fútbol decidió cancelar el torneo mundialista por falta de patrocinio. No obstante, la institución Olimpista recibió el reconocimiento y una compensación económica de parte de FIFA.
En 2003 Edwin Pavón fue llamado por el presidente de FENAFUTH Rafael Leonardo Callejas para que tomase el mando de la selección de Honduras, después de que el directorio despidiera al técnico José de la Paz Herrera por malos resultados. Estos resultados en el torneo UNCAF de Panamá dejaron a Honduras al borde de la eliminación de la Copa de Oro. Honduras ahora tenía que jugar un repechaje contra Martinica y Trinidad y Tobago para ganarse el derecho a asistir a la máxima contienda de la región, y Pavón parecía el más indicado para lograr el objetivo.
Sin embargo, este ofrecimiento a Pavón por parte de la federación fue como entrenador interino, mientras la FENAFUTH buscaba otro técnico de mayor jerarquía. Pavón accedió, siempre y cuando se le permitiera jugar la Copa de Oro de la Concacaf, y posteriormente se le diera el mando de la Selección sub/23, todo lo cual le fue concedido por parte de Rafael Leonardo Callejas.
Para el torneo de repechaje, Pavón convocó a los experimentados Amado Guevara, Danilo Turcios, Noel valladares y Mario Iván Guerrero. Pero estos le dieron la espalda y se sublevaron en contra del técnico por problemas de orden salarial que mantenían con la FENAFUTH. Valladares abandonó la concentración, Guevara y Guerrero simplemente decidieron no jugar, mientras que Danilo Turcios cambió de parecer y jugó los partidos clasificatorios, siendo una de las figuras clave que clasificaron al equipo catracho a la Copa de Oro de la Concacaf.
Luego vino la participación de Honduras, en la Copa de Oro de la Concacaf en el estadio Azteca de la capital mexicana. En ese torneo la selección hondureña al mando de Pavón perdió en su partido inaugural el 15 de julio por (2-1) ante la selección de fútbol de Brasil, que contó en sus filas con jugadores como Kaká, Diego Ribas da Cunha, Robinho, Alex Rodrigo Dias da Costa,  Luisão, Júlio Baptista, Thiago-Motta Archivado el 28 de noviembre de 2016 en Wayback Machine. y Maicon.
En el segundo juego empató a cero contra selección de fútbol de México dirigida por el técnico Ricardo La Volpe. Aunque no logró clasificar a la siguiente fase, Edwin Pavón consiguió un empate ante los aztecas lo que nunca antes se había logrado en tierras mexicanas.
Después de terminado el torneo de Copa de Oro, la FENAFUTH nombró a Bora Milutinović como técnico nacional, y Pavón pasó a comandar la sub/23 con el propósito de lograr el pase a los juegos olímpicos de Atenas 2004. En este torneo, compitieron los ocho equipos clasificados anteriormente en dos cuadrangulares. 
Honduras, de la mano de Pavón, llegó hasta las instancias de semifinales, peleando el pase a los juegos ante la selección de fútbol de Costa Rica. Aunque sólo México y Costa Rica clasificaron a las Olimpiadas, se hizo una definición por el tercer lugar, ganada por Honduras. 
Después de su paso por las selecciones nacionales Pavón volvió a dirigir a varios equipos de Liga Nacional; entre estos se encuentran el Club Deportivo Motagua, Municipal Valencia de Choluteca y el Hispano Fútbol Club de Comayagua. Con este último equipo logró clasificarse para instancias semifinales en el torneo Apertura 2006.
En enero de 2007 Pavón fue tentado para dirigir al Águila de El Salvador. Aunque el maestro estaba con muchas ganas de irse, el contrato que tenía con el equipo Hispano Fútbol Club de Comayagua le impidió moverse a tierras cuscatlecas. Antes, en 2004, había dirigido internacionalmente al Xelajú Mario Camposeco de Guatemala.
Para el torneo Clausura 2007/08 Edwin Pavón dirigió al Atlético Olanchano de Honduras. Esta institución lo contrató para que salvara al equipo del descenso, luego de que en el campeonato Apertura terminara en una incómoda posición. A pesar de todo el esfuerzo hecho por Pavón y sus dirigidos, el puntaje no le alcanzó y el equipo terminó en segunda división.
A finales de 2008 el maestro Pavón regresó a dirigir en primera división al ser contratado por el Real Juventud de Santa Bárbara. 

### Selección nacional
Fue entrenador de la Selección de fútbol de Honduras
- 2003 Repechaje Copa de Oro 2003
- 2003 Copa de Oro 2003 (México)
- 2004 Eliminatorias Sub-23. Atenas 2004

## Clubes
| Club                    | País      | Año           |
| ----------------------- | --------- | ------------- |
| Club Deportivo Olimpia  | Honduras  | 2000          |
| Xelajú M C              | Guatemala | 2004          |
| Club Deportivo Motagua  | Honduras  | 2005          |
| Club Municipal Valencia | Honduras  | 2005          |
| Hispano Fútbol Club     | Honduras  | 2006-2007     |
| Atlético Olanchano      | Honduras  | Cl. 2007-2008 |
| Atlético Choloma        | Honduras  | 2011-2012     |

## Palmarés

### Campeonatos nacionales
| Título                              | Club                   | País     | Año     |
| ----------------------------------- | ---------------------- | -------- | ------- |
| Liga Nacional de Fútbol de Honduras | Club Deportivo Olimpia | Honduras | 2000-01 |

### Copas internacionales
| Título                                                     | Equipo (*)             | País     | Año  |
| ---------------------------------------------------------- | ---------------------- | -------- | ---- |
| Subcampeón de Concacaf (Clasificación al Mundial de Clubs) | Club Deportivo Olimpia | Honduras | 2001 |

### Descensos
| Título     | Equipo (*)         | País     | Año                                       |
| ---------- | ------------------ | -------- | ----------------------------------------- |
| entrenador | Club Broncos       | Honduras | 1995-1996                                 |
| entrenador | Atlético Olanchano | Honduras | Cl. 2007-2008                             |
| entrenador | Real Juventud      |          | Cl. 2008-2009 (Incluyendo a la selección) |

### Distinciones individuales
- Único entrenador hondureño en clasificarse para un mundial de clubes

2001 (Club Deportivo Olimpia)

### Carrera política
- Fue elegido diputado al Congreso Nacional de Honduras, con el abogado Miguel Fernando Ruiz Rápalo como su diputado suplente, por el departamento de Cortés en las Elecciones Generales celebradas el 29 de noviembre de 2009, por el Partido Unificación Democrática.